# Musée du papier peint de Rixheim

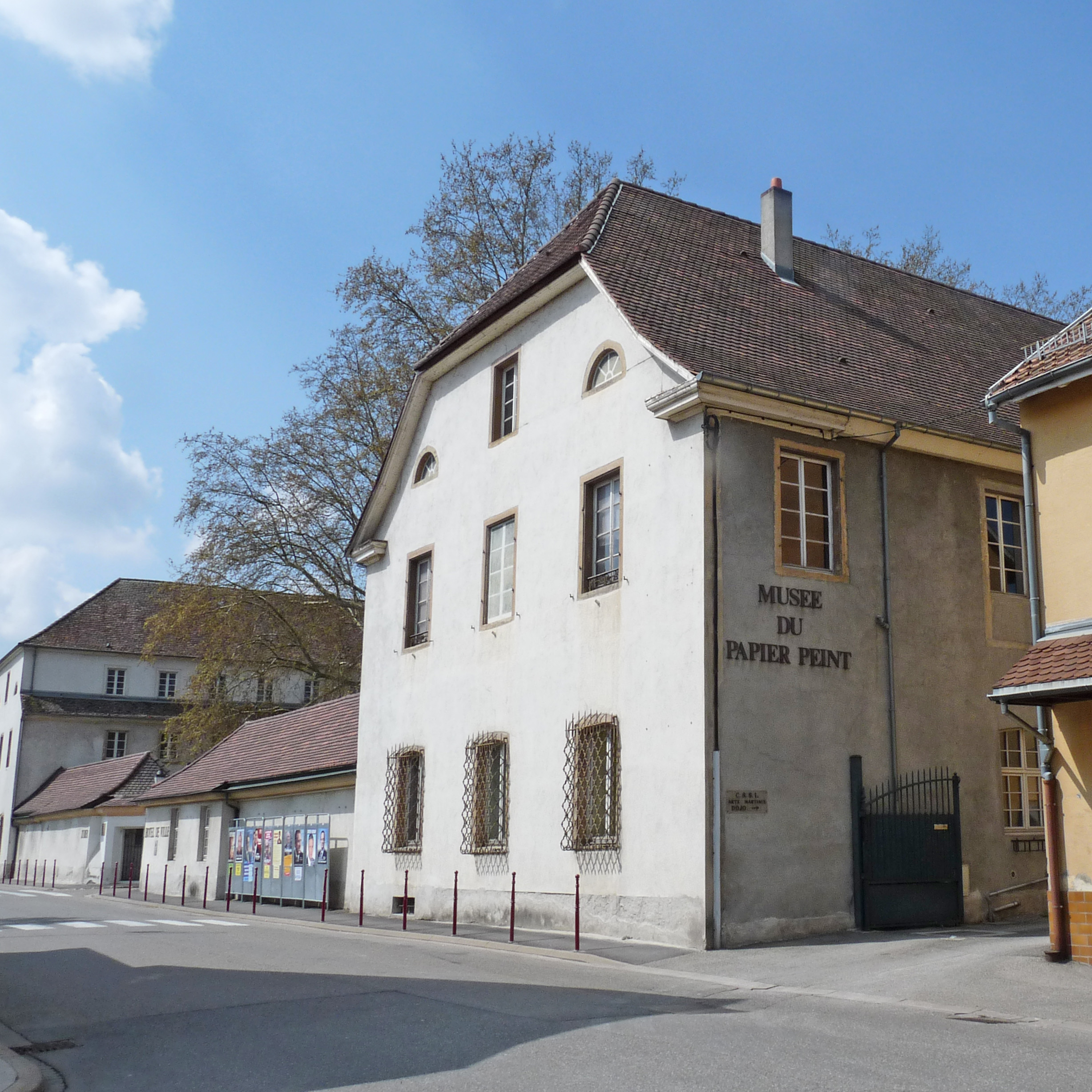
Rixheim, Tapetenmuseum

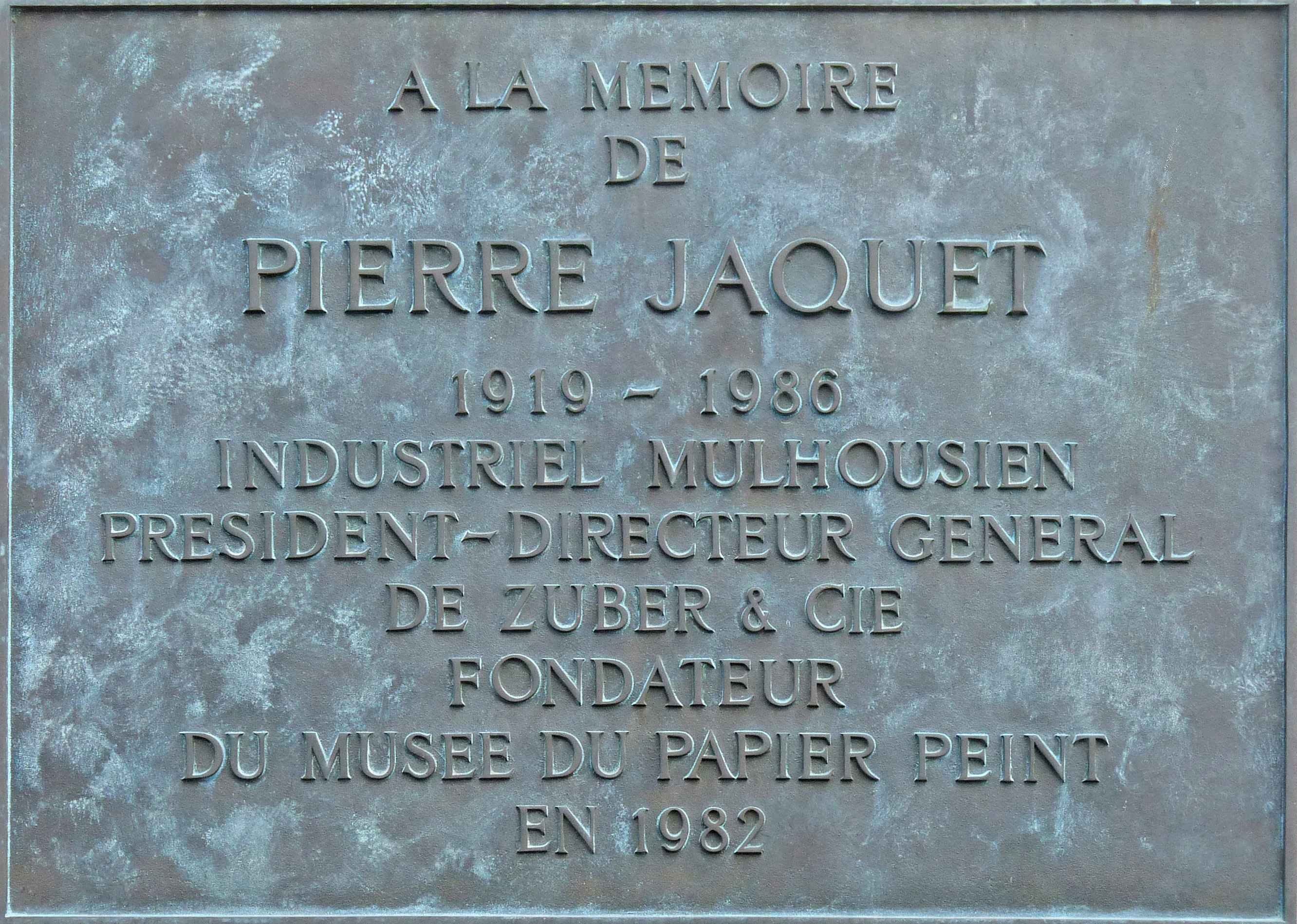
Gedenktafel für den Museumsgründer Pierre Jaquet

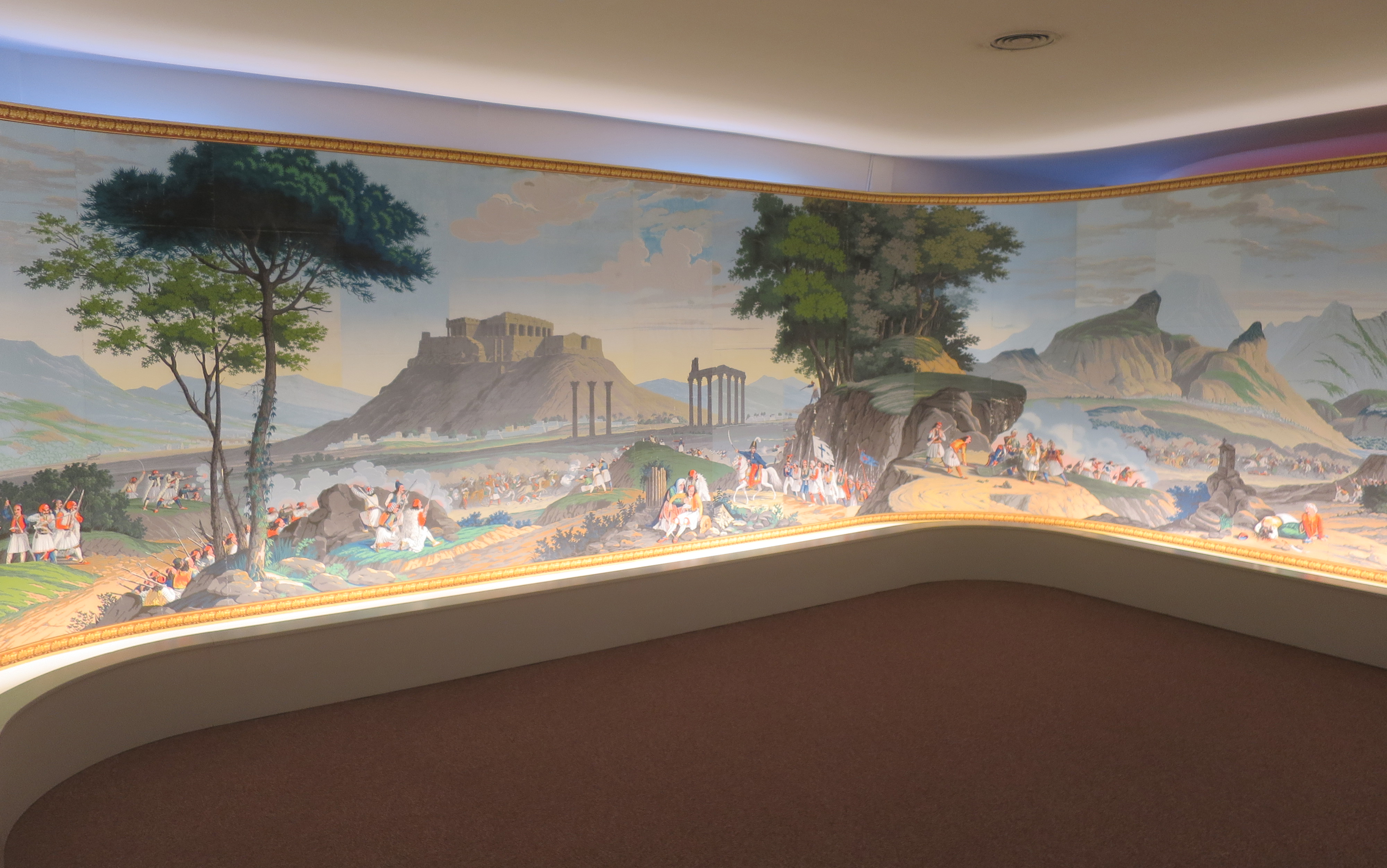
Griechenland-Bildtapete im Museum

Das Musée du Papier Peint (Tapetenmuseum) ist ein industriegeschichtliches Museum im elsässischen Rixheim. Es hat den Status eines Musée de France.

## Geschichte
Mit der Gründung der Manufaktur Hartmann Risler & Cie im Gebäude der früheren Deutschordenskommende Rixheim 1797 beginnt die Geschichte der Rixheimer Tapetenindustrie. Das Unternehmen wurde 1802 in Zuber & Cie umfirmiert und produziert bis heute. Pierre Jaquet (1919–1986), Generaldirektor der Manufaktur Zuber, entwickelte die Idee zur Gründung des Museums in Verbindung mit Jean-Pierre Seguin (1920–2014), dem Direktor des Graphischen Kabinetts der Bibliothèque nationale. Offiziell gegründet wurde das Museum am 23. September 1982. Am 24. September 1983 öffnete es seine Türen für den Publikumsverkehr.  Die Manufaktur ist im linken Flügel der Kommende untergebracht, das Museum im rechten. Im Mittelteil befindet sich heute die Mairie von Rixheim.

## Ausstellung
Die Sammlungsobjekte sind Eigentum der Stadt Rixheim. Die Verwaltung liegt in den Händen eines Museumsvereins. Ausgestellt werden die eigenen Sammlungen der Manufaktur mit Tapeten vom 18. Jahrhundert bis zu zeitgenössischen Designertapeten, Leihgaben aus dem Stoffdruckmuseum Mulhouse sowie Objekte aus Ankäufen und Schenkungen, die die eigenen Sammlungen ergänzten. Im zweiten Obergeschoss sind unter anderem acht Panoramatapeten der Manufaktur Zuber aus dem 19. Jahrhundert zu sehen. Sie zeigen historische Szenen (Griechischer Unabhängigkeitskrieg) oder Ansichten aus exotischen Ländern (Nordamerika, Indien, Brasilien). Im Treppenhaus befindet sich eine Panoramatapete des Grafikers Alain Le Foll aus dem Jahr 1975.
Teil der Dauerausstellung ist auch ein Techniksaal, in dem die einzelnen Produktionsschritte von der Papierherstellung bis zum Druck mit Hoch- und Tiefdruckwalzen veranschaulicht werden.